# 野生生物レスキューセンター (ボルネオ)

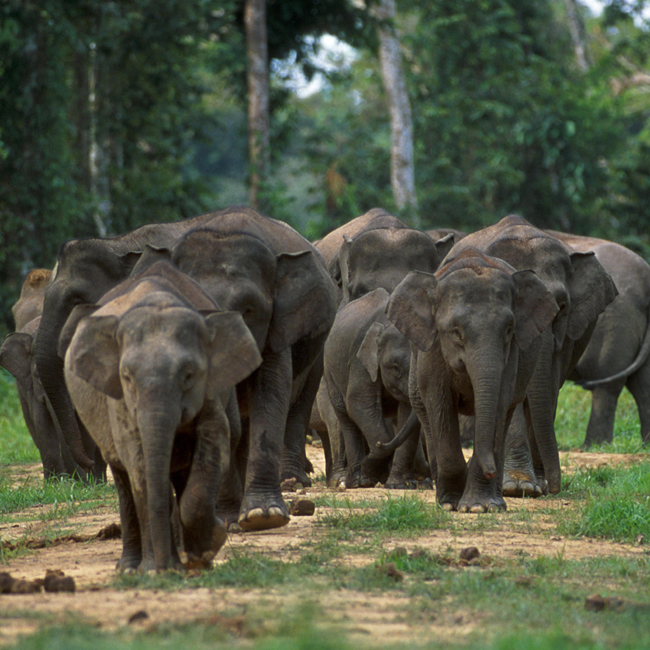
ボルネオゾウのイメージ画像

野生生物レスキューセンター（やせいせいぶつレスキューセンター、英語: Borneo Elephant Sanctuary；ボルネオ・エレファント・サンクチュアリー）は、ボルネオ島（マレーシア・サバ州）・キナバタンガン川下流に建設された、ボルネオゾウの保護センターである。この施設の建設には、日本の企業や団体、動物園が、ボルネオへの『恩返しプロジェクト』として関わった。
開所は2013年9月19日。サバ州野生生物局の職員が農場に迷い込んだゾウを捕獲してセンターに搬送して一時保護し、そして、他のゾウの生息域と重ならないすみかを探すという、“ゾウを熱帯雨林に返す事業”を行うことを主な目的とする。それまでは、農家から通報を受けた州職員が麻酔でゾウを眠らせ、近くの森に帰すだけだった。
日本をはじめ世界ではアブラヤシから作るパーム油を食糧に必要とし、マレーシアなどから輸入するが、近年、パーム油の需要が増加し、ボルネオ島ではアブラヤシの増産のため熱帯雨林が畑に開墾されている。このためゾウの生息地が減少した。この結果、野生のゾウはもともと森林だった畑を食害する様になり、住民が薬殺や銃殺による駆除をするようになった。また、わなにかかって、脚を怪我するゾウもでるようになった。ボルネオゾウは頭数が2000頭以下とされている。
このため、北海道旭川市・旭山動物園園長・坂東元が理事をする自然保護団体が、ボルネオに恩返しをすることを思いつき、清涼飲料水の自動販売機の売り上げの一部を寄付する『恩返しプロジェクト』(Ongaeshi project; “giving back to nature”) を提唱した。
売り上げの一部が寄付される専用自動販売機の設置が呼びかけられ、旭山動物園を始め全国に約150台の自動販売機が設置された。また、企業・個人などからも寄付があり、更に、旭川市が1000万円の寄付をするなどがあって、集まった寄付金でゾウの一時保護施設（レスキューセンター）が計画・実行された。
2012年の計画で、予算の制約と、軟弱地盤のため、この施設は成獣ではないゾウが対象とされた（成獣オスは大きすぎて、運搬する檻もクレーンも車両もないため）。また、柵などの資材は日本のメーカーが日本で製作して、マレーシアに運び、日本の大成建設の技術指導で工事を行う方式を取っている。
2013年7月、レスキューセンターのパドックや倉庫、スタッフ用の宿舎が完成した。ゾウの一時保護、治療、馴致が行えるものである。ゾウの他、ケガを負ったマレーグマ、テングザル、オランウータン、ウンピョウ、バンテンの輸送センターとしても利用される。
また、この地区は、アブラヤシのプランテーション開発が進み、野生動物と人との衝突が絶えない。このため、この自然保護団体は、野生動物が人間と衝突せずに移動できるようにする緑の回廊を設けるため、『ボルネオ緑の回廊基金』という寄付口座を設け、土地を購入したり、地主に寄付してもらう活動もしている。この緑の回廊の“Lot 8”地区に、このレスキューセンターが建設されている。